# Regulus regulus inermis
Regulus regulus inermis Murphy & Chapin, 1929, conhecida pelo nome comum de estrelinha, é uma pequena ave considerada como uma subespécie endémica nos Açores da espécie Regulus regulus. A ave é residente não-migratória nas zonas de floresta nativa das ilhas de Flores, Faial, Terceira, São Jorge e Pico nos grupos central e ocidental do arquipélago dos Açores.
Na ilha Terceira é também conhecida pelo nome comum de ferfolha.